# Bignicourt-sur-Saulx
Bignicourt-sur-Saulx is een gemeente in het Franse departement Marne (regio Grand Est) en telt 167 inwoners (2005). De plaats maakt deel uit van het arrondissement Vitry-le-François.

## Geografie
De oppervlakte van Bignicourt-sur-Saulx bedraagt 10,7 km², de bevolkingsdichtheid is 15,6 inwoners per km².

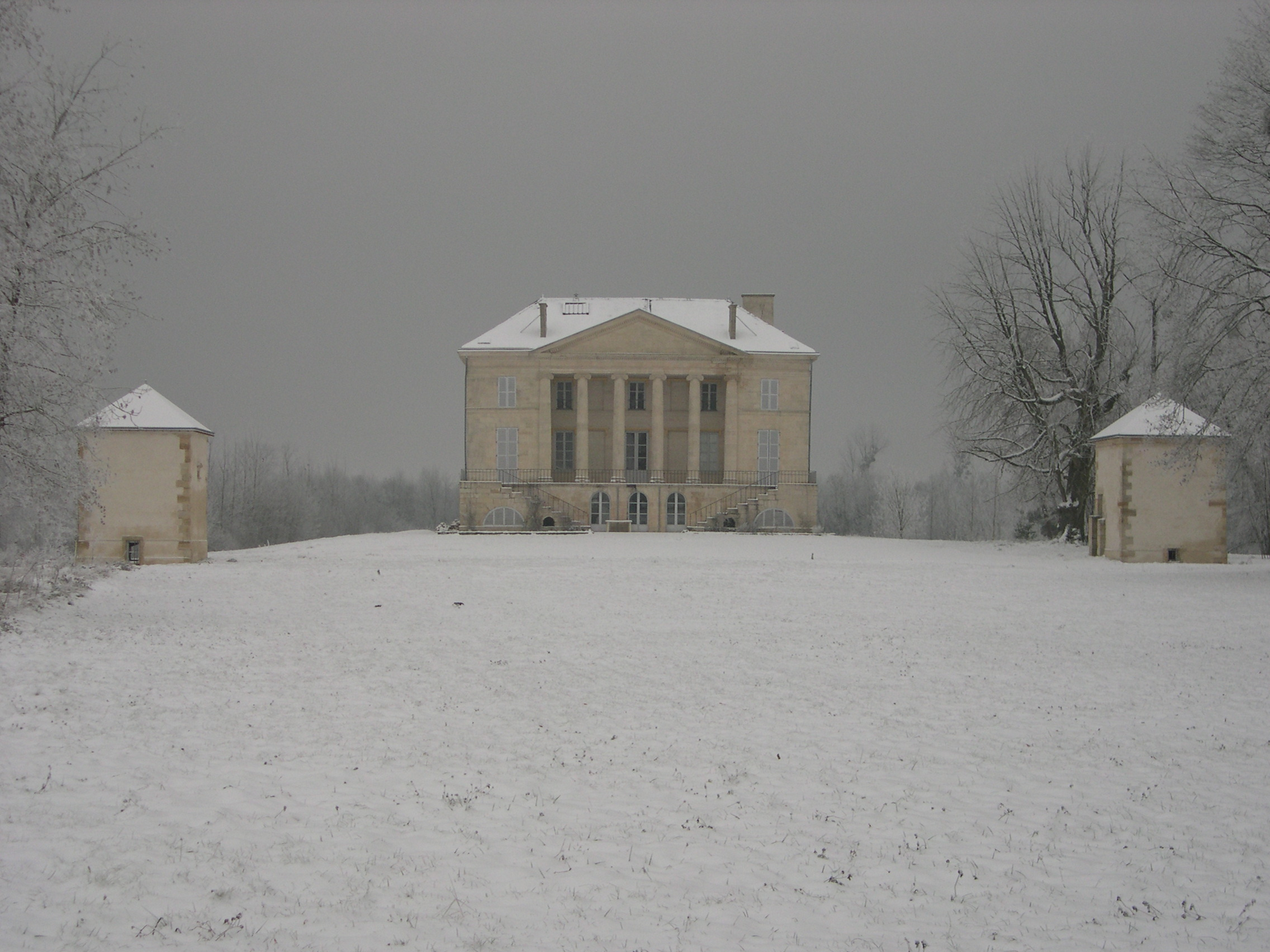

De onderstaande kaart toont de ligging van Bignicourt-sur-Saulx met de belangrijkste infrastructuur en aangrenzende gemeenten.

## Demografie
Onderstaande figuur toont het verloop van het inwonertal (bron: INSEE-tellingen).